# Maciço do Monte Cenis
O Maciço do Mont-Cenis  (em francês:   Massif du Mont-Cenis  e em italiano:   Alpi del Moncenisio) é uma maciço que faz parte dos Alpes Ocidentais, da na sua secção dos Alpes Cócios que se repartem pelo  departamento francês  da Saboia e pela Piemonte em Itália. O ponto culminante é a Pointe de Ronce com 3.612 m
Para facilitar a passagem pelo maciço foi aberta uma estrada para aceder ao Colo do Monte Cenis a 2.083 m.

## Situação
O Maciço do Mont-Cenis não é só o maciço em si mesmo, pois engloba  o Mont d'Ambin, a Pointe Sommeiller, e a Aiguille de Scolette.
Um maciço alto pois os seus principais cumes ultrapassam os 3.000 m , está cercado pelo Rio Arc no Vale da Maurienne a Norte, o Vale de Suse a Sul.

## Etimologia
Parece que Monte Cenis provem de monte de cinzas, devido a um incêndio que teria devastado a montanha, e cujas cinzas foram encontradas durante a abertura do colo.

## SOIUSA
A Subdivisão Orográfica Internacional Unificada do Sistema Alpino (SOIUSA) criada em 2005, dividiu os Alpes em duas grandes partes:Alpes Ocidentais e Alpes Orientais, separados pela linha formada pelo  Rio Reno - Passo de Spluga - Lago de Como - Lago de Lecco.
Os Alpes do Monte Viso a Sul, com os Alpes do Monte Ginevro, e os Alpes do Monte Cenis formam os Alpes Cócios.

### Classificação  SOIUSA
Segundo a SOIUSA este acidente orográfico chama-se  Alpes do Monte Cenis e é uma Sub-secção alpina  com a seguinte classificação:
- Parte = Alpes Ocidentais
- Grande sector alpino = Alpes Ocidentais-Sul
- Secção alpina = Alpes Cócios
- Sub-secção alpina = Alpes do Monte Cenis
- Código = I/A-4.III